# 山田賢治
山田 賢治（やまだ けんじ、1973年7月16日 - ）は、NHKのチーフアナウンサー。

## 人物
千葉県立東葛飾高等学校、上智大学理工学部化学科を経て、上智大学大学院理工学研究科応用化学専攻博士前期課程修了後、1999年NHK入局。

## 現在の担当番組
- 中国地方・広島県のニュース
  -     - お好みサタデー（土曜日・シフト勤務）
    - お好みサンデー（日曜日・シフト勤務）
    - お好みホリデー（祝日・シフト勤務）

  - ニュースちゅうごく645（県域放送休止時の上記の代替）
  - お好み845（平日・シフト勤務）

## 過去の担当番組
高松放送局時代（1999年度 - 2004年度）
- 香川県のニュース・中継・リポート
- ひるどき日本列島

松江放送局時代（2005年度 - 2007年度）
- 情報満開!しまねっとToday（2005年度 - 2006年度）
- しまねっとNEWS610（2005年度 - 2006年度）
- しまねっと845（不定期）
- 島根県のニュース・中継・リポート

東京アナウンス室時代（1度目）（2008年度 - 2017年6月）
- 大相撲中継
- NHK全国学校音楽コンクール
  - NHK全国学校音楽コンクール 小学校・中学校・高等学校の部 - 総合司会
    - 第75回NHK全国学校音楽コンクール（2008年）
    - 第77回NHK全国学校音楽コンクール（2010年）
    - 第80回NHK全国学校音楽コンクール（2013年）

  - Nコン2010スペシャル「合唱のちから」
- 体感生中継!46年ぶりの皆既日食（2009年7月22日。午前の部。屋久島からの生中継を担当）
- サイエンスZERO（2008年 - 2011年度）- 司会
- ワイルドライフ（BSプレミアム、不定期） - ナレーション
- ハートネットTV（キャスター）（ - 2017年3月）
- オリンピック中継など

福島放送局時代（2017年7月 - 2019年6月）
- インタビュー ここから（2018年10月8日）
- ゆく時代くる時代〜平成最後の日スペシャル〜「ついに“時代越し”!」（2019年4月30日）
- はまなかあいづToday（編集責任者）
- NHKニュース845ふくしま（不定期）
- おはようふくしま（不定期）
- こでらんに5（編集責任者）
- 福島県のニュース・リポート・中継など
- 放送部副部長（アナウンス統括）
- 福島放送局制作番組の編集責任者

東京アナウンス室時代（2度目）（2019年7月 - 2023年度）
- ニュース・気象情報（平日12時・15時台の首都圏局発ローカルニュース：2021年11月 - 2024年3月）
- ラジオ正午ニュース、NHKきょうのニュース（R1：ラジオ第1）（野村正育の代行キャスター）（2021年11月15日、16日、18日、19日）
- BSコンシェルジュ（司会：2021年10月19日 - 2022年3月15日）
- 首都圏情報 ネタドリ!（松田利仁亜の代行キャスター）（2022年3月18日）
- ニュース・気象情報（午前5時、6時のニュース、6:55関東甲信越ニュース、気象情報：2022年4月10日）
- 参議院議員通常選挙開票速報（サブキャスター）（NHKラジオ第1放送・NHK-FM放送）（2022年7月10日 - 11日）
- ニュースザウルス845（福井放送局への応援：2022年9月9日）
- 福井県のニュース（福井放送局への応援：2022年9月10日、9月11日）
- ニュース845東海（名古屋放送局への応援：2022年10月7日）
- おはよう福島（福島放送局への応援：2022年12月5日）
- サタデーウオッチ9（江原啓一郎の代理ニュースリーダー：2024年1月27日、2月17日）
- 首都圏ニュース845（平日キャスター：2023年4月 - 2024年3月）
- ニュース645（日曜・祝日キャスター：2023年10月 - 2024年3月）
- 首都圏ネットワーク（ニュースリーダー・リポーター・ナビゲーター：2021年11月 - 2024年3月）

広島放送局時代（2024年度 - ）
- コネクト
  - 「地域ミライ会議 どうすりゃええんかね!?人口流出」（2024年4月5日） - 語り